# Megszállottak (opera)
A Megszállottak (olaszul: I pazzi per progetto) Gaetano Donizetti egyfelvonásos operája (farsa). A szövegkönyvet Domenico Gilardoni írta Giovanni Carlo di Cosenza azonos című librettója után, amely Eugène Scribe és Charles-Gaspard Delestre Poirson Une visite a Bedlam című színdarabja alapján készült. A művet 1830. február 6-án mutatták be először a nápolyi Teatro di San Carlóban. Magyarországon 2015 szeptemberében került bemutatásra Bolondokháza címmel a Magyar Állami Operaház Szfinx-teraszán (rendező: Szilágyi Bálint, karmester: Köteles Géza, magyar szöveg: Csákovics Lajos), majd 2018 januárjában a Szegedi Nemzeti Színház Kisszínházában (rendező: Toronykőy Attila, karmester: Gyüdi Sándor).

## Szereplők
| Szereplő  | Hangfekvés   | Az ősbemutató szereposztása |
| --------- | ------------ | --------------------------- |
| Norina    | szoprán      | Luigia Boccabadati          |
| Cristina  | mezzoszoprán | Maria Carraro               |
| Darlemont | basszus      |                             |
| Blinval   | basszus      | Luigi Lablache              |
| Venanzio  | basszus      | Gennaro Luzio               |
| Frank     | basszus      | Gennaro Ambrosini           |

## Cselekménye
Darlemont egy párizsi elmegyógyintézetet vezet. Unokahúga, Norina Blinval felesége, aki hosszú ideig volt távol katonai elkötelezettségei miatt. Emiatt mindkettejükön erős féltékenység lesz úrrá és úgy viselkednek, mintha elmebetegek lennének, s emiatt felváltva beutaltatják magukat az intézetbe. Itt találkoznak Frankkel, az egykori katonai harsonással, aki elmeorvosnak adja ki magát, Cristinával, Blinval egykori szeretőjével, Venanzióval, aki megpróbálja Cristinát elmebetegnek nyilványítani, hogy megkaparinthassa örökségét. Végül Norina és Blinval kibékülnek.